# Nikki Adler
Nikki Adler (* 2. April 1987 in Augsburg, bürgerlich Nikolina Orlović) ist eine deutsche Profiboxerin kroatischer Abstammung. Sie ist amtierende WBU-, WBF- und WIBA-Weltmeisterin und ehemalige WBC-Weltmeisterin im Supermittelgewicht. Nikki Adler lebt in Düsseldorf.

## Amateurkarriere
Im Alter von 15 Jahren begann Nikki Adler, damals noch Nikolina Orlović, mit dem Kickboxen. Dort zeigte sich sehr schnell ihr großes Talent, sodass sie bereits nach wenigen Wochen ihren ersten Kampf erfolgreich bestreiten konnte. Es folgten zwei 3. Plätze bei den deutschen Meisterschaften sowie der Gewinn der Bayerischen Meisterschaften. Zeitgleich trat sie im Jahre 2004 bei den deutschen Meisterschaften im Boxen an, welche sie auf Anhieb für sich entscheiden konnte.
Nikki Adler absolvierte anschließend neben ihrer Amateurkarriere eine Ausbildung bei der Deutschen Post AG.
Im Jahre 2007 nahm die Linksauslegerin das Boxtraining wieder auf und bestritt nach kurzer Trainingszeit erneut die deutschen Meisterschaften, die sie wiederum für sich entscheiden konnte. Für Kroatien boxte sie fortan auf internationaler Ebene, da sie noch keine deutsche Staatsangehörigkeit besaß. Unter dem ehemaligen Ukrainischen Nationaltrainer Borys Raytman entwickelte sie sich stetig weiter. Sie nahm regelmäßig an deutschen, Europa- und Weltmeisterschaften teil.
Nach dem Erhalt der deutschen Staatsangehörigkeit wurde sie von der AIBA für 3 Jahre gesperrt, was einen Start in der deutschen Nationalmannschaft verhinderte und schließlich dazu führte, dass sie sich für eine Laufbahn bei den Profis entschied.
Amateurbilanz: 30 Kämpfe, 24 Siege, 1 Unentschieden
Amateurerfolge: Internationale Deutsche Meisterin (2004, 2007, 2008, 2009, 2010), EU-Meisterschaften 2008 (3. Platz), Weltmeisterschaften 2008 (5. Platz), Kroatische Meisterin 2008
Im Finale der deutschen Meisterschaft 2008 besiegte sie die heutige Mittelgewichtsweltmeisterin Christina Hammer.

## Profikarriere
Im Jahre 2010 wurde Adler Profi beim Wiking Box Team in Berlin. Unter Trainer Hartmut Schröder wurde sie im Mai 2011 Deutsche Meisterin durch einen K.O.-Sieg in der 2. Runde gegen Danijela Bickei und bereits im November des gleichen Jahres Europameisterin der WIBF durch einen Punktsieg nach 10 Runden gegen die Karlsruherin Pia Porter.
Im Jahre 2012 endete die Zusammenarbeit mit Wiking. Sie trainierte anschließend bis 2014 mit dem Trainerteam Thommy Wiedemann und Bernd Fernengel in Ulm.
Am 14. Juli 2012 wurde Adler Weltmeisterin im Supermittelgewicht nach Version der WBU. Sie besiegte die Serbin Emoke Halasz durch K.O. in der 4. Runde. Im Januar 2013 folgte der zweiten WM-Titel durch einen einstimmigen Punktsieg gegen Edita Lesnik.
Im Mai 2013 folgte mit einem Sieg über Zane Brige aus Lettland über 10 Runden nach Punkten der dritte WM-Titel, diesmal nach Version der WBF. Der Kampf fand in Wolgodonsk, Russland statt.
Den WM-Titel nach Version der WBC (World Boxing Council) gewann sie im November 2013 bei einem Kampf gegen Zane Brige über 10 Runden nach Punkten in Grosny. Es war der erste Frauen-Boxkampf in Tschetschenien.
Im Mai 2014 verteidigte Adler ihre WIBA- und WBU-Titel in Krasnodar gegen Gifty Amanua Ankrah. Im September 2014 feierte Adler im deutschen Holzminden wieder einen WM-Erfolg durch K.O. gegen Rita Kenessey.
2015 fokussierte sich Adler auf die Verteidigung ihres WBC-Titels in einem packenden Kampf gegen Szilvia Szabados in der MHP Arena Ludwigsburg. Adler gewann durch einen einstimmigen Punktsieg. Ihre nächste Herausforderin war Elene Sikmashvili. Durch K.O. bezwang Adler die Georgierin im Juli 2016 in Saarbrücken und bleibt damit amtierende und ungeschlagene Weltmeisterin im Supermittelgewicht.
Am 4. August 2017 verlor sie in der fünften Runde durch einen technischen K.O. ihren WM-Titel gegen Claressa Shields.

## Liste der Profikämpfe
| Jahr                                        | Tag           | Ort                                                               | Gegner / Kampfziel                                            | Ergebnis                |
| ------------------------------------------- | ------------- | ----------------------------------------------------------------- | ------------------------------------------------------------- | ----------------------- |
| Quelle: Nikki Adler in der BoxRec-Datenbank |               |                                                                   |                                                               |                         |
| 2018                                        | 12. Mai       | Eisstadion, Augsburg, Deutschland                                 | Femke Hermans WBO-Weltmeisterschaft                           | Niederlage nach Punkten |
| 2017                                        | 4. August     | MGM Grand Detroit, Detroit, USA                                   | Claressa Shields GBU-Weltmeisterschaft, IBF-Titelverteidigung | Niederlage TKO 5. Runde |
| 2017                                        | 11. März      | Friedrich-Ebert-Halle, Ludwigshafen, Rheinland-Pfalz, Deutschland | Mery Rancier WBC-Titelverteidigung, IBF-Weltmeisterschaft     | Punktsieg               |
| 2016                                        | 15. Juli      | Saarlandhalle, Saarbrücken, Saarland, Deutschland                 | Elene Sikmashvili WBC-Titelverteidigung                       | Sieg KO 9. Runde        |
| 2015                                        | 17. Juli      | Ludwigsburg                                                       | Szilvia Szabados WBC-Titelverteidigung                        | Punktsieg               |
| 2014                                        | 20. September | Stadthalle, Holzminden                                            | Rita Kennesy                                                  | Sieg KO 4. Runde        |
| 2014                                        | 24. Mai       | Basket Hall, Krasnodar, Russland                                  | Gifty Amanua Ankrah Titelverteidigung                         | Sieg TKO 8. Runde       |
| 2013                                        | 30. November  | Olympic Sports Complex, Grosny, Russland                          | Zane Brige WBC-Weltmeisterschaft, WBF-Titelverteidigung       | Sieg UD 10 Runden       |
| 2013                                        | 25. Mai       | Olymp, Wolgodonsk, Russland                                       | Zane Brige WBF-Weltmeisterschaft                              | Sieg UD 10 Runden       |
| 2013                                        | 12. Januar    | ratiopharm Arena, Neu-Ulm, Deutschland                            | Edita Lesnik WIBA-Weltmeisterschaft                           | Sieg UD 10 Runden       |
| 2012                                        | 14. Juli      | Augsburg, Deutschland                                             | Emeke Halasz                                                  | Sieg KO 4. Runde        |
| 2011                                        | 15. Oktober   | Ofen Stadthalle, Velten, Deutschland                              | Pia Porter                                                    | Sieg PTS 10 Runden      |
| 2011                                        | 19. August    | Business Center, Leipzig, Deutschland                             | Jana Kluge                                                    | Sieg TKO 2. Runde       |
| 2011                                        | 27. Mai       | Alte Brauerei, Stralsund, Deutschland                             | Daniela Bickei                                                | Sieg KO 2. Runde        |
| 2011                                        | 26. Februar   | Inselhalle, Eisenhüttenstadt, Deutschland                         | Tamar Rubin                                                   | Sieg KO 2. Runde        |
| 2011                                        | 12. Februar   | Boxsporthalle, Hamburg, Deutschland                               | Zane Brige                                                    | Sieg PTS 6 Runden       |
| 2011                                        | 22. Januar    | Altes Funkwerk, Berlin, Deutschland                               | Tanja Viehweg                                                 | Sieg TKO 2. Runde       |
| 2010                                        | 11. Dezember  | Altes Funkwerk, Berlin, Deutschland                               | Mavira Leshan                                                 | Sieg TKO 1. Runde       |